# Касситы

Вавилония во время правления касситов, XIII век до н. э.

Касситы (аккад. кашшу) — древние племена, обитавшие в горных местностях Западного Ирана, в верховьях реки Диялы и её притоков, у северо-западных пределов Элама. Были ли они здесь автохтонами или пришельцами — неизвестно. После разграбления Вавилона хеттами (1531 г. до н.э. по короткой хронологии) овладели Вавилонией и правили там приблизительно до середины XII века до н. э. На рубеже XV и XIV веков столица касситов была перенесена из Вавилона в новый город Дур-Куригальзу.
Генетические связи весьма плохо известного касситского языка не установлены. Как правило, высказываются мнения об индоевропейском происхождении касситов.

## История
Касситы изначально были скотоводческим пастушеским племенем и жили в Западном Иране (Загрос) у северо-западных пределов Элама. В качестве ударной силы своего ополчения они использовали колесницы. По долине реки Диялы касситы совершали набеги на Месопотамию в конце периода I Вавилонской династии.
Одна из групп касситских племён ещё в XVIII веке до н. э. продвинулась даже в Северную Месопотамию и вышла к притоку среднего Евфрата Хабуру. Несколько ниже впадения Хабура в Евфрат в связи с их вторжением было воссоздано старое Ханейское царство с центром в г. Терке. Воцарившаяся здесь династия, по-видимому, первоначально была аккадско-аморейской и лишь опиралась на вооружённые силы касситов. Но затем касситы сами захватили власть и сделались царями.
Благодаря нашествию хеттов, касситам в 1595 г. до н. э. удалось свергнуть аморейскую династию и установить контроль над Вавилоном и править им в XVI—XII вв. до н. э. В XV в. до н. э. касситский царь Улам-Буриаш захватывает южную Месопотамию и нарекает себя «царем Вавилона, царем Шумера и Аккада, царем касситов и царем Кар-Дуниаша». Царские указы высекались на камнях кудурру. В XIV в. до н. э. обозначилась ассирийская опасность. В Касситский период касситы превратились в привилегированный класс вавилонского общества, которые разделили страну на дома (биту), во главе дома стоял господин (бэл бити), который ведал системой местного налогообложения и организовывал общественные работы по обслуживанию системы ирригации. Важную роль играли сословия жрецов и купцов. Усиливается культ бога Мардука. Развиваются отношения с Египтом (династические браки, торговля, переписка).
Конец правлению касситской династии положило нашествие эламитов. Последний касситский царь Эллиль-надин-аххе был уведён в плен. Наместником Вавилона был назначен эламский ставленник, а эламиты продолжали военные походы на юг и север страны.

### Правители касситов
Цари Ханы (столица город Терка)
- Гандаш (ок. 1741—1726 до н. э.)

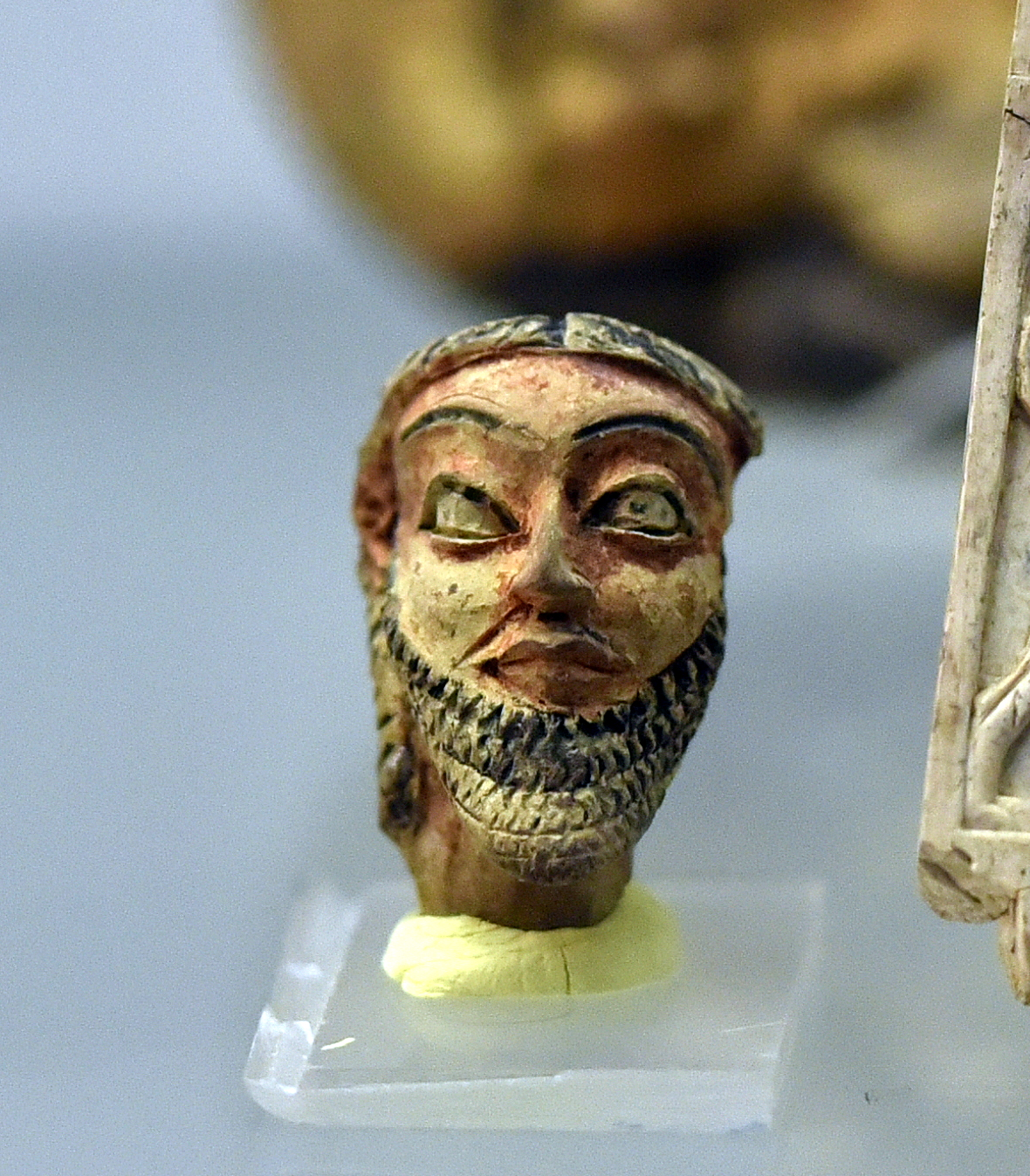
Терракотовая голова из царского дворца в Дур-Куригальзу. Вероятно, представляет придворного сановника. Приблизительно датируется периодом правления Мардук-апла-иддина I, 1171-1159 гг. до н. э.

- Агум I Большой (ок. 1726—1704 до н. э.)
- Каштилиаш I (ок. 1704—1683 до н. э.)
- Каштилиаш II (ок. 1683—1674 до н. э.)
- ?Ушши?
- Абиратташ
- Урзикурумаш
- Кхарбашикхи
- Типтакзи
- ?Атра?

Цари Вавилонии (столица город Вавилон)
- Агум II Как-риме(ок. 1595—1571 до н. э.)
- неизвестные один или несколько царей
- Бурна-Буриаш I (2-я половина XVI века до н. э.)
- Каштилиаш III (ок. 14?? — 1450 годах до н. э.)
- Улам-Буриаш (ок. 1450—1400 до н. э.)
- Агум III
- неизвестный
- Караиндаш I
- Кадашман-Харбе I

(столица город Дур-Куригальзу)
- Куригальзу I (ок. 1390 до н. э.)

(столица город Вавилон)
- Кадашман-Эллиль I (ок. 1375—1360 до н. э.)
- Бурна-Буриаш II (ок. 1376—1347 до н. э.)
- Караиндаш II (ок. 1347—1346 до н. э.)
- Нази-Бугаш (ок. 1346—1346 до н. э.)
- Куригальзу II (ок. 1346—1324 до н. э.)
- Нази-Марутташ (ок. 1324—1297 до н. э.)
- Кадашман-Тургу (ок. 1297—1280 до н. э.)
- Кадашман-Эллиль II (ок. 1280—1265 до н. э.)
- Кудур-Эллиль (ок. 1265—1256 до н. э.)
- Шагаракти-Шуриаш (ок. 1256—1243 до н. э.)
- Каштилиаш IV (ок. 1243—1231 до н. э.)
- Эллиль-надин-шуми (ок. 1231—1226 до н. э.)
- Кадашман-Харбе II (ок. 1226—1224 до н. э.)
- Адад-шум-иддин (ок. 1224—1219 до н. э.)
- Адад-шум-уцур (ок. 1219—1188 до н. э.)
- Мели-Шиху (ок. 1188—1174 до н. э.)
- Мардук-апла-иддин I (ок. 1174—1161 до н. э.)
- Забаба-шум-иддин (ок. 1161—1160 до н. э.)
- Эллиль-надин-аххе (ок. 1160—1157 до н. э.)